# Dalbergia dongnaiensis
Dalbergia dongnaiensis är en ärtväxtart som beskrevs av Jean Baptiste Louis Pierre. Dalbergia dongnaiensis ingår i släktet Dalbergia, och familjen ärtväxter. Inga underarter finns listade i Catalogue of Life.